# Enemy (2023)
Enemy (Originaltitel: Foe, dt.: „Feind“) ist ein US-amerikanischer Spielfilm von Garth Davis aus dem Jahr 2023. Die Hauptrollen in dem Science-Fiction-Thriller, der auf einem Roman von Iain Reid basiert, übernahmen Saoirse Ronan und Paul Mescal. Der Film handelt von einem jungen Farmer-Ehepaar, dessen Leben sich für immer verändert, als der Mann im Rahmen eines Forschungsprogramms für einen Aufenthalt auf einer experimentellen Raumstation im erdnahen Orbit ausgewählt wird. Enemy wurde Ende September beim New York Film Festival uraufgeführt. Die weltweiten Veröffentlichungsrechte sicherte sich Amazon Studios.

## Handlung
Der Mittlere Westen der USA im Jahr 2065: Die Erde, in naher Zukunft, wird in Zeiten von mächtigen Wirtschaftskonzernen von verheerender Umweltzerstörung heimgesucht. Junior und Henrietta, genannt „Hen“, sind seit sieben Jahren verheiratet. Das junge Paar bewirtschaftet eine abgelegene Farm auf dem Land und führt ein einsames Leben. Eines Nachts klopft plötzlich ein Fremder namens Terrance an ihre Tür und überbringt Neuigkeiten, die das Leben des Paares für immer verändern werden. Junior wurde per Zufall ausgewählt, im Rahmen eines Forschungsprogramms zu einer großen experimentellen Raumstation zu reisen, die die Erde umkreist. Hen soll von seiner Abwesenheit nichts merken, da für Junior ein identisch aussehender Ersatz einspringen soll. Während Junior die Farm verlässt, drängt in der Zwischenzeit sein Doppelgänger Hen dazu, eine lebensverändernde Entscheidung zu treffen.

## Entstehungsgeschichte

### Anfänge des Projekts und Rollenbesetzung

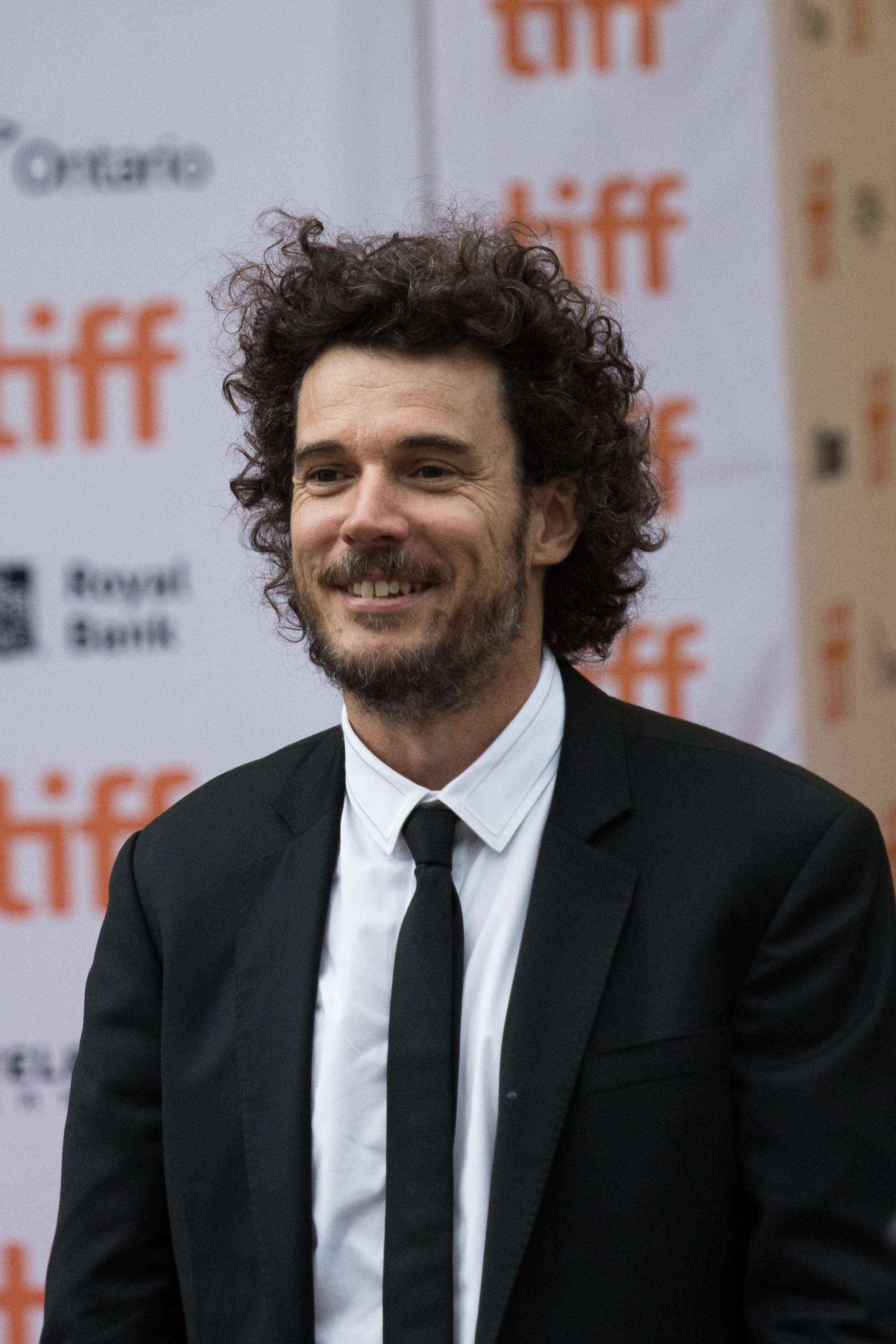
Garth Davis (2016)

Enemy ist der dritte Kinospielfilm des australischen Regisseurs Garth Davis, der das Drehbuch gemeinsam mit Iain Reid verfasste. Das Skript basiert auf Reids 2018 veröffentlichtem Bestseller Foe. Eine deutschsprachige Übersetzung des Romans erschien ein Jahr später unter dem Titel Enemy. Es handelt sich um die zweite Literaturverfilmung des kanadischen Autors nach I’m Thinking of Ending Things (2020) von Charlie Kaufman. Davis zufolge habe er schon immer einen Science-Fiction-Film inszenieren wollen, „ein Schauspielerstück mit […] Cassavetes-Niveau“. Er lobte an der Romanvorlage die Spannung, die aufgeworfenen gesellschaftlichen Fragestellungen und die Liebesgeschichte. Die technische Komponente bei Enemy hatte Davis bereits bei seinem vorangegangenen erfolgreichen Kinofilm Lion – Der lange Weg nach Hause (2016) bedient, in dem ein in Australien aufgewachsener junger Mann mit Hilfe der Software Google Earth seine biologische Familie im Nordwesten Indiens aufspürt.
Für die Hauptrollen des jungen Paares Hen und Junior wurden die irisch-amerikanische Schauspielerin Saoirse Ronan und ihr irischer Kollege Paul Mescal verpflichtet. Davis lobte Ronan bereits vor Beginn der Dreharbeiten für ihr ungefiltertes Wesen und ihre Lebendigkeit. „Sie [Ronan] repräsentiert für mich alles, was wir in der Welt schützen müssen. Sie in den Kern dieser spannenden und unbehaglichen Geschichte zu positionieren, ist der springende Punkt. Was sie repräsentiert, ist kostbar, sie ist eine empathische Person. Sie kämpft für die Dinge, für die wir alle kämpfen sollten. Ich war auf der Suche nach einer Schauspielerin, die einfach diese Qualitäten und diese Schönheit hatte“, so der Filmemacher. Mescal wurde aufgrund der passenden Chemie zu Ronan ausgewählt. Für ihn war es die erste Mitwirkung an einer Großproduktion, die er später als „Spülbecken-Drama mit Sci-Fi-Elementen“ zusammenfassen sollte. Die Arbeit mit Ronan sollte er rückblickend als „unglaublich aufregend“ beschreiben. Für den Part von Terrance, laut Davis „der Dirigent der Erzählung“, war ursprünglich der afroamerikanische Schauspieler Lakeith Stanfield vorgesehen. Er wurde später durch den Briten Aaron Pierre ersetzt.

### Produktion und Dreharbeiten
Das Filmprojekt von Anonymous Content wurde im Juni 2021 der Öffentlichkeit bekannt. Neben Kerry Kohansky-Roberts von der amerikanischen Gesellschaft agierten unter anderem Regisseur Davis mit seiner Firma I Am That und Emile Sherman und Iain Canning für See-Saw Films als Produzenten. Ebenfalls an der Produktion beteiligt war Romanautor Reid. Enemy war auf dem virtuellen Filmmarkt des Festivals von Cannes stark umworben. Dabei vertrat das Unternehmen FilmNation die internationalen Rechte an der Produktion, CAA Media Finance und die Independent Film Group der United Talent Agency (UTA) die Rechte auf dem amerikanischen Filmmarkt. Einen Monat später wurde bekannt, dass sich die Amazon Studios exklusiv in den Verhandlungen für die weltweiten Verwertungsrechte befanden. Im Oktober 2021 wurde bekannt, dass sich die amerikanische Filmproduktionsgesellschaft die Rechte für mehr als 30 Millionen US-Dollar gesichert hat.
Die Dreharbeiten fanden ab Februar 2022 im australischen Bundesstaat Victoria statt, der Heimat von Regisseur Davis. Als Drehorte fungierten das Yorta Yorta Country in den nordöstlich gelegenen Winton Wetlands und die Dockland Filmstudios in Melbourne. Ein weiterer Drehort war das Restaurant Fisherman’s Pier in der Hafenstadt Geelong. Es wurde geschätzt, dass dank der Produktion 32 Millionen australische Dollar in die lokale Industrie fließen und 950 neue Arbeitsstellen geschaffen würden.

## Veröffentlichung und Rezeption
Die Uraufführung von Enemy fand am 30. September 2023 beim New York Film Festival statt. Dort wurde das Werk in die Sektion Spotlight aufgenommen.
Die reguläre Veröffentlichung in den USA war am 6. Oktober 2023. In Deutschland stand der Film ab dem 5. Januar 2024 beim Streamingdienst Prime Video zur Verfügung.
Auf der Website Rotten Tomatoes wird Enemy von nur 23 Prozent der dort gelisteten über 90 Kritiker weiterempfohlen. Dies führte zu einer Durchschnittswertung von 4,5 von 10 möglichen Punkten. Auf der Website Metacritic erhielt Davis’ Regiearbeit einen Metascore von 45 von 100 möglichen Punkten, basierend auf über 30 ausgewerteten englischsprachigen Kritiken. Dies entspricht gemischten oder durchschnittlichen Rezensionen („mixed or average“ Reviews).